# Aeroportul Internațional Phuket
Aeroportul Internațional Phuket (IATA: HKT, ICAO: VTSP) este un aeroport din Mai Khao⁠(d), Districtul Thalang, Provincia Phuket, Thailanda ce deservește zona Provincia Phuket. Aeroportul a fost tranzitat în 2022 de 7.814.948 de pasageri. A fost numit după zona deservită.
Situat la o altitudine de 12 m, aeroportul dispune de 1 pistă. Este operat de Airports of Thailand⁠(d).

## Infrastructură

### Piste
Aeroportul dispune de o singură pistă. Pista 09/27 are suprafața de asfalt și dimensiunile 3.000 m × 45 m. 